# پوتلسدورف
پوتلسدورف (به آلمانی: Pöttelsdorf) یک منطقهٔ مسکونی در اتریش است که در ناحیه ماترسبورگ واقع شده‌است. پوتلسدورف ۶۴۸ نفر جمعیت دارد.